# Persone di nome Elia
| Questa pagina contiene informazioni ricavate automaticamente dalle voci biografiche con l'ausilio del template Bio e di un bot. L'aggiornamento è periodico e automatico e ricostruisce completamente la pagina. Se manca una persona in questa lista, sei pregato di non aggiungerla, ma accertati piuttosto che la sua voce biografica contenga il template Bio e che i dati anagrafici siano correttamente compilati. Se il template Bio manca, inseriscilo tu stesso o, in alternativa, metti l'avviso {{tmp\|Bio}} che ne segnala la mancanza. Se i dati riportati sono sbagliati, correggi direttamente la voce biografica; le modifiche saranno visibili in questa lista entro pochi giorni. Per chiarimenti vedi il progetto antroponimi. La lista contiene solo le 104 persone che sono citate nell'enciclopedia e per le quali è stato implementato correttamente il template Bio. Pagina aggiornata al 22 lug 2025. |

Questa è una lista di persone presenti nell'enciclopedia che hanno il nome Elia, suddivise per attività principale.

## Architetti(1)
- Elia Fornoni, architetto e ingegnere italiano (Bergamo, n. 1847 - Bergamo, † 1925)

## Arcivescovi(1)
- Elia III di Gerusalemme, arcivescovo bizantino († 907)

## Arcivescovi cattolici(1)
- Elia, arcivescovo cattolico italiano (Bari, † 1105)

## Arcivescovi ortodossi(1)
- Elia II di Alessandria, arcivescovo ortodosso egiziano († 1175)

## Astronomi(1)
- Elia Millosevich, astronomo italiano (Venezia, n. 1848 - Roma, † 1919)

## Attori(1)
- Elia Nuzzolo, attore italiano (Prato, n. 2000)

## Attori teatrali(1)
- Elia Schilton, attore teatrale italiano (Alessandria d'Egitto, n. 1956)

## Attrici(1)
- Elia Galera, attrice e conduttrice televisiva spagnola (Madrid, n. 1973)

## Avvocati(1)
- Elia Diodati, avvocato e giurista svizzero (Ginevra, n. 1576 - Parigi, † 1661)

## Badesse(1)
- Elia di Ohren, badessa e santa tedesca

## Banchieri(1)
- Elia Formiggini, banchiere, imprenditore e mercante italiano (Modena - Modena, † 1692)

## Biatleti(1)
- Elia Zeni, biatleta italiano (Cavalese, n. 2001)

## Calciatori(9)
- Elia Bastianoni, ex calciatore italiano (Santa Margherita Ligure, n. 1991)
- Elia Benedettini, calciatore sammarinese (Borgo Maggiore, n. 1995)
- Elia Caprile, calciatore italiano (Verona, n. 2001)
- Elia Fiorini, ex calciatore italiano (Sant'Agata Bolognese, n. 1931)
- Elia Greco, ex calciatore e allenatore di calcio italiano (Cantalupo, n. 1936)
- Elia Piazzano, calciatore italiano (Balzola, n. 1912)
- Elia Puccini, calciatore italiano (Pistoia, n. 1910)
- Elia Rizzi, calciatore italiano (Villa d'Almè, n. 1894)
- Elia Soriano, ex calciatore tedesco (Darmstadt, n. 1989)

## Canottieri(1)
- Elia Luini, canottiere italiano (Gavirate, n. 1979)

## Cardinali(1)
- Elia Dalla Costa, cardinale e arcivescovo cattolico italiano (Villaverla, n. 1872 - Firenze, † 1961)

## Ciclisti su strada(4)
- Elio Aggiano, ex ciclista su strada italiano (Brindisi, n. 1972)
- Elia Favilli, ciclista su strada e mountain biker italiano (Cecina, n. 1989)
- Elia Rigotto, ex ciclista su strada italiano (Vicenza, n. 1982)
- Elia Viviani, ciclista su strada e pistard italiano (Isola della Scala, n. 1989)

## Ciclocrossisti(1)
- Elia Silvestri, ciclocrossista e mountain biker italiano (Lecco, n. 1990)

## Dirigenti sportivi(1)
- Elia Legati, dirigente sportivo e ex calciatore italiano (Fidenza, n. 1986)

## Filosofi(1)
- Elia del Medigo, filosofo (Candia, n. 1458 - Venezia, † 1493)

## Fondisti(1)
- Elia Barp, fondista italiano (Belluno, n. 2002)

## Francescani(1)
- Elia da Cortona, francescano e politico italiano (Assisi, n. 1178 - Cortona, † 1253)

## Giocatori di curling(1)
- Elia De Pol, giocatore di curling italiano (Pieve di Cadore, n. 1991)

## Giornalisti(1)
- Elia Gorini, giornalista sammarinese (Sassocorvaro, n. 1981)

## Hockeisti su pista(1)
- Elia Cinquini, hockeista su pista italiano (Viareggio, n. 1991)

## Imperatrici(8)
- Ariadne, imperatrice romana († 515)
- Elia Zenonide, imperatrice bizantina (Cappadocia)
- Elia Eudocia, imperatrice bizantina (Atene - Gerusalemme, † 460)
- Elia Eudossia, imperatrice bizantina († 404)
- Elia Marcia Eufemia, imperatrice romana
- Elia Flaccilla, imperatrice romana (Costantinopoli, † 386)
- Pulcheria, imperatrice bizantina (Costantinopoli, n. 399 - Costantinopoli, † 453)
- Verina, imperatrice bizantina (Isauria, † 484)

## Ingegneri(1)
- Elia Lombardini, ingegnere italiano (La Broque, n. 1794 - Milano, † 1878)

## Lottatori(1)
- Elia Pampuri, lottatore italiano (Milano, n. 1886 - Milano, † 1924)

## Matematici(1)
- Elia Del Re, matematico italiano (n. 1654 - † 1733)

## Medici(1)
- Elia Astorini, medico, filosofo e matematico italiano (Albidona, n. 1651 - Terranova da Sibari, † 1702)

## Mercanti d'arte(1)
- Elia Volpi, mercante d'arte, antiquario e pittore italiano (Città di Castello, n. 1858 - Firenze, † 1938)

## Militari(2)
- Elia Antonio Liut, militare e aviatore italiano (Fiume Veneto, n. 1894 - Quito, † 1952)
- Elia Rossi Passavanti, militare, politico e magistrato italiano (Terni, n. 1896 - Terni, † 1985)

## Monaci cristiani(2)
- Elia di Enna, monaco cristiano italiano (Enna - Salonicco, † 903)
- Elia II, monaco cristiano e arcivescovo ortodosso georgiano (Vladikavkaz, n. 1933)

## Nobili(3)
- Elia D'Altavilla, nobile italiano (n. 1125 - † 1206)
- Elia Petina, nobile romana
- Elia di Borbone-Parma, nobile (Biarritz, n. 1880 - Friedberg, † 1959)

## Pallavolisti(1)
- Elia Bossi, pallavolista italiano (Trieste, n. 1994)

## Patriarchi cattolici(1)
- Elia, patriarca cattolico italiano

## Pattinatori artistici a rotelle(1)
- Elia Campagna, pattinatore artistico a rotelle italiano (Cattolica, n. 1989)

## Piloti motociclistici(2)
- Elia Bartolini, pilota motociclistico italiano (Cesena, n. 2003)
- Elia Sammartin, pilota motociclistico italiano (Arzignano, n. 1991)

## Pistard(1)
- Elia Frosio, pistard e ciclista su strada italiano (Sant'Omobono Imagna, n. 1913 - Parigi, † 2005)

## Pittori(2)
- Elia Interguglielmi, pittore italiano (Napoli, n. 1746 - Palermo, † 1835)
- Elia Naurizio, pittore italiano (Trento, n. 1589 - Trento, † 1657)

## Poeti(3)
- Elia Abu Madi, poeta libanese (al-Muhayditha, n. 1890 - New York, † 1957)
- Elia Levita, poeta e grammatico tedesco (Ipsheim, n. 1469 - Venezia, † 1549)
- Elia Marcelli, poeta, regista e sceneggiatore italiano (Roma, n. 1915 - † 1998)

## Politici(4)
- Elia Della Croce, politico italiano (Gaeta, n. 1802 - Napoli, † 1876)
- Elia Lazzari, politico italiano (Sant'Angelo in Vado, n. 1927 - Pisa, † 2019)
- Elia Manara, politico e medico italiano (Figino Serenza, n. 1929 - Como, † 2025)
- Elia Musatti, politico italiano (Venezia, n. 1869 - Venezia, † 1936)

## Presbiteri(1)
- Elia Comini, presbitero italiano (Calvenzano di Vergato, n. 1910 - Pioppe di Salvaro di Grizzana, † 1944)

## Rabbini(2)
- Elia Benamozegh, rabbino italiano (Livorno, n. 1823 - Livorno, † 1900)
- Gaon di Vilna, rabbino lituano (Sjalec, n. 1720 - Vilnius, † 1797)

## Registi(2)
- Elia Kazan, regista, sceneggiatore e attore greco (Costantinopoli, n. 1909 - New York, † 2003)
- Elia Suleiman, regista, sceneggiatore e attore palestinese (Nazareth, n. 1960)

## Religiosi(2)
- Elia Speleota, religioso e santo italiano (Reggio Calabria - Melicuccà, † 960)
- Elia Vannini, religioso e compositore italiano (Medicina, n. 1644 - Medicina, † 1709)

## Rugbisti a 15(1)
- Elia Violi, ex rugbista a 15 italiano (Lovere, n. 1988)

## Sciatori alpini(1)
- Elia Zurbriggen, ex sciatore alpino svizzero (n. 1990)

## Scrittori(1)
- Elia Demirgibashian, scrittore, poeta e giornalista armeno (Khasgyugh, n. 1851 - Istanbul, † 1908)

## Scultori(4)
- Elia Ajolfi, scultore e disegnatore italiano (Bergamo, n. 1916 - San Pellegrino Terme, † 2001)
- Elia Vincenzo Buzzi, scultore italiano (Viggiù, n. 1708 - Viggiù, † 1780)
- Elia Gagini, scultore italiano (Bissone)
- Elia della Marra, scultore e ceramista italiano (Mantova)

## Tenniste(1)
- Lilí de Álvarez, tennista, giornalista e scrittrice spagnola (Roma, n. 1905 - Madrid, † 1998)

## Vescovi(1)
- Elia I di Gerusalemme, vescovo e santo arabo (n. 430 - † 518)

## Vescovi cristiani orientali(10)
- Elia I, vescovo cristiano orientale siro († 1049)
- Elia di Nisibi, vescovo cristiano orientale, scrittore e teologo siro (Shenna, n. 975 - Nisibis, † 1046)
- Elia II bar Muqli, vescovo cristiano orientale siro (Mosul - Baghdad, † 1131)
- Elia IV, vescovo cristiano orientale siro
- Elia V, vescovo cristiano orientale siro (Monastero di Mar Giovanni l'Egiziano, † 1504)
- Elia VII, vescovo cristiano orientale siro (Monastero di Rabban Ormisda, † 1591)
- Elia VIII, vescovo cristiano orientale siro (Monastero di Rabban Ormisda, † 1617)
- Elia IX, vescovo cristiano orientale siro (Monastero di Rabban Ormisda, † 1660)
- Elia X, vescovo cristiano orientale siro (n. 1645 - Monastero di Rabban Ormisda, † 1700)
- Elia XI, vescovo cristiano orientale siro (Monastero di Rabban Ormisda, † 1722)

## Vescovi ortodossi(1)
- Elia II di Gerusalemme, vescovo ortodosso bizantino († 797)

## Violinisti(1)
- Elia Grigis, violinista italiano (Genova, n. 1879 - Pieve Ligure, † 1956)

## Senza attività specificata(6)
- Elia Domizia Paolina, romana († 130)
- Elia I di Périgord, conte (Villebois, † 975)
- Elia IV, libanese (Libano, n. 1914 - Damasco, † 1979)
- Elia I del Maine, conte (Le Mans, † 1110)
- Elia II del Maine, conte († 1151)
- Pulcheria Teodosia, romana (n. 378 - † 385)